# شيلديريك الثاني
شيلديريك الثاني (بالإنجليزية: Childeric II) (حياته: 653 - 675) ملك أوستراسيا من عام 662م وملك نيوستريا ومملكة بورغندي من عام 673 حتى وفاته، مما جعله ملك الفرنجة الوحيد في السنتين الأخيرتين من حياته.
كان تشيلدريك الابن الأكبر الثاني للملك كلوفيس الثاني، وحفيد الملك داجوبيرت الأول والملكة نانثيلد. والدته هي سانت باثيلد وشقيقه الأكبر هو كلوتير الثالث، والذي كان ملكًا لفترة وجيزة من عام 661، لكنه تنازل عن المُلك لتشيلدريك في العام التالي. كان لا يزال طفلًا عندما نُصِّب ملكًا على أوستراسيا.